# Четвертий хрестовий похід

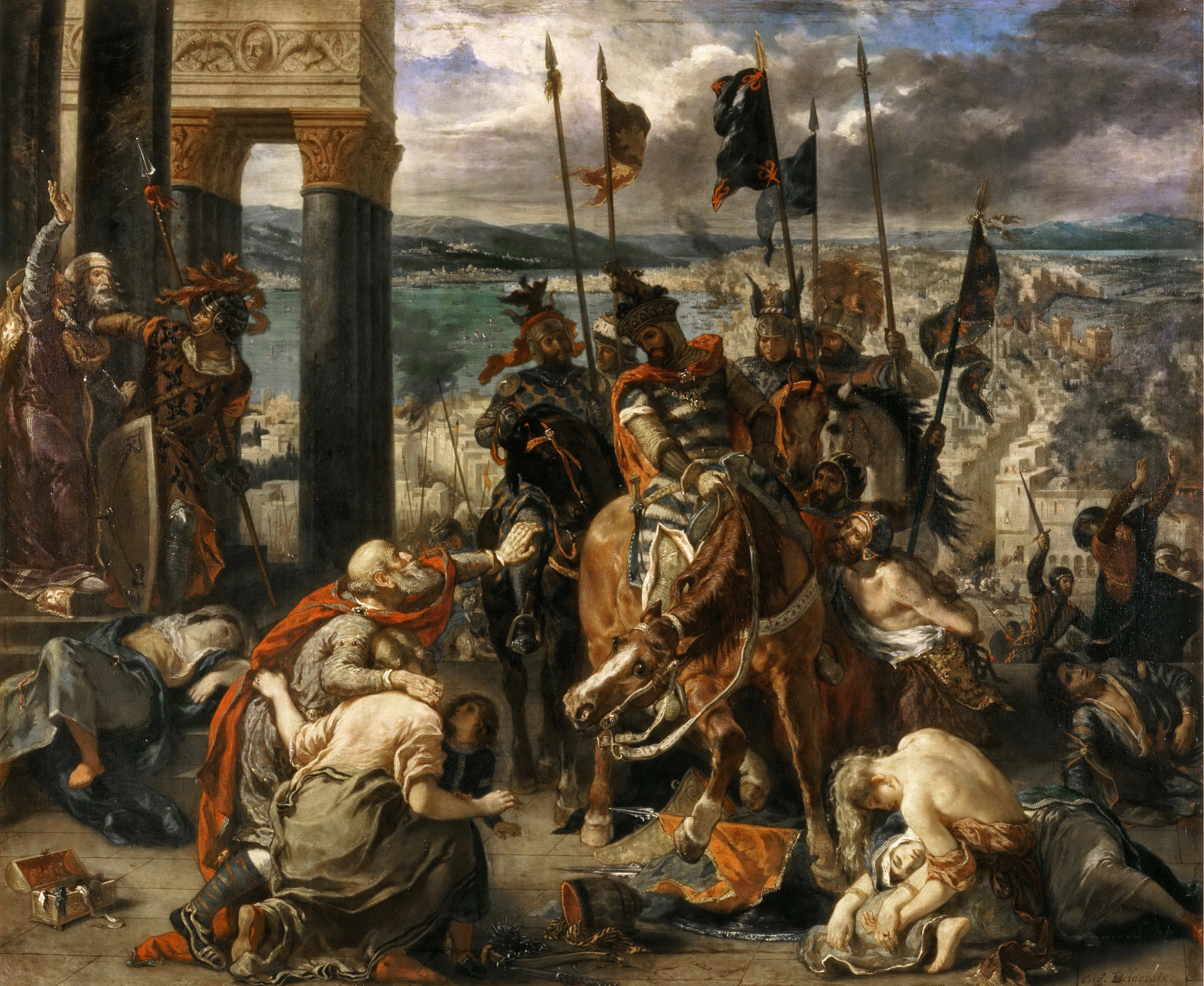
Хрестоносці штурмують Константинополь (Ежен Делакруа, 1840).

Четвертий хрестовий похід (1202—1204) — четвертий за рахунком похід хрестоносців. На початку був запланований як військова експедиція проти турків з метою визволення Єгипту, проте його результатом стала узурпація влади імператора у Константинополі та заснування Латинської імперії.

## Передумови
Третій хрестовий похід не добився своєї мети — захоплення Єрусалима, який залишався під мусульманським правлінням. Яффська угода, яку Річард I Левове Серце і Салах ед Дін підписали в 1192 році, залишила в руках християн лише вузьку прибережну смужку від Тиру до Яффи, хоча це гарантувало безпеку християнських прочан, що подорожують до Єрусалима. Папа Іннокентій III, бажаючи встановити авторитет Святого Престолу в усьому християнському світі, мав велику зацікавленість до справ християнських держав Сходу. Одночасно існував конфлікт між візантійським імператором Олексієм III Ангелом і німецьким володарем Філіппом Швабським, який був одружений з сестрою поваленого Олексієм імператора Ісаака II Ангела.
Венеційська республіка — провідне місто-держава в східній частині Середземного моря, мала сильні комерційні інтереси у візантійських територіях, і особливо в столиці, Константинополі. З кінця XII століття вона користувалася особливими привілеями для торгівлі у Візантії, але в 1171 році імператор Мануїл I Комнін наказав заарештувати венеційських купців і конфіскувати їхнє майно, що призвело до припинення торговельних відносин між Венецією і Візантією, що тривало 15 років. У 1185 році Венеція вирішила відновити торговельні відносини з імператором Андроніком I Комніном. Було домовлено заплатити суму як компенсацію за конфісковане венеційське майно в 1171 році, але повністю це не було зроблено. Візантія також сприяла посиленню торговельного суперництва Венеції з іншими італійськими містами-державами, зокрема такими, як Генуя і Піза. Мета Венеції, таким чином, передбачала забезпечення комерційної переваги на Сході витіснивши конкурентів.
У 1198 році папа Іннокентій III почав проповідувати новий хрестовий похід. Його звернення, однак, не мало успіху серед європейських монархів. Німці виступали проти папської влади, тоді як Франція та Англія воювали один проти одного. Але зрештою після натхненної проповіді у Фулко-де-Нейлі вдалося зібрати хрестоносне військо під проводом Теобальда III, графа Шампані.
Експедиція зіткнулася з транспортною проблемою, не маючи флоту для переміщення на Схід, а маршрут суходолом був майже неможливим через ослаблення візантійської влади на Балканах. Було вирішено, що слід плисти до Єгипту, звідки хрестоносці будуть рухатися по суші до Єрусалиму. У 1201 році Теобальд III помер, і хрестоносці вибрали Боніфація Монфератського новим керівником експедиції.

## Хід походу
Хрестоносці послали посланців до Венеції, Генуї та інших міст, щоб домовитися про експедицію. Одним із посланців був історик Джеффрі де Віллардюін. Нарешті він досяг угоди з Венецією в квітні 1201 року, Дож Енріко Дандоло — голова Венеційської республіки — погодився перевезти хрестоносців за велику суму — 85 тис. марок сріблом. У червні 1202 p., коли кораблі були вже готові, на острові Лідо зібралася тільки третина хрестоносців. Керівники походу змогли зібрати лише частину необхідної суми. Тоді дож запропонував відкласти плату за умови, що хрестоносці допоможуть йому знищити торгового суперника — місто Задар на східному узбережжі Адріатичного моря. Незважаючи на заборону папи воювати проти християн, керівники походу згодилися. 15 листопада 1202 р. вони захопили і пограбували Задар. Папа Іннокентій III відлучив Венецію і хрестоносців від церкви, але, бажаючи знищити мусульман, пообіцяв зняти відлучення, якщо похід відбудеться. Пізніше він пом'якшав і простив хрестоносців, та залишив відлучення тільки для венеційців.
Проте Енріко Дандало намовив хрестоносців на похід проти ще одного свого суперника — християнського Константинополя. Приводом до війни стало бажання Олексія IV Ангела, сина імператора Ісаака II Ангела, відібрати у дядька Олексія престол, який він захопив, осліпивши брата. Імператорський син пообіцяв за це щедру винагороду, вкрай необхідну хрестоносцям, — 200 тис. марок сріблом, які б покрили усі їхні борги Венеції. Ісаак також пообіцяв хрестоносцям після повернення собі трону Візантії дати ще 10 тисяч вояків для походу до Єрусалиму через Єгипет. Хоча деякі хрестоносці були проти цього, мотивуючи тим, що вони пішли у похід задля боротьби з мусульманами, більшість пристала на пропозицію венеційців. 24 червня 1203 року хрестоносне військо, перевезено венеційськими кораблями, висадилося поблизу Константинополя.

## Облога Константинополя

#### Облога Константинополя в 1203 році

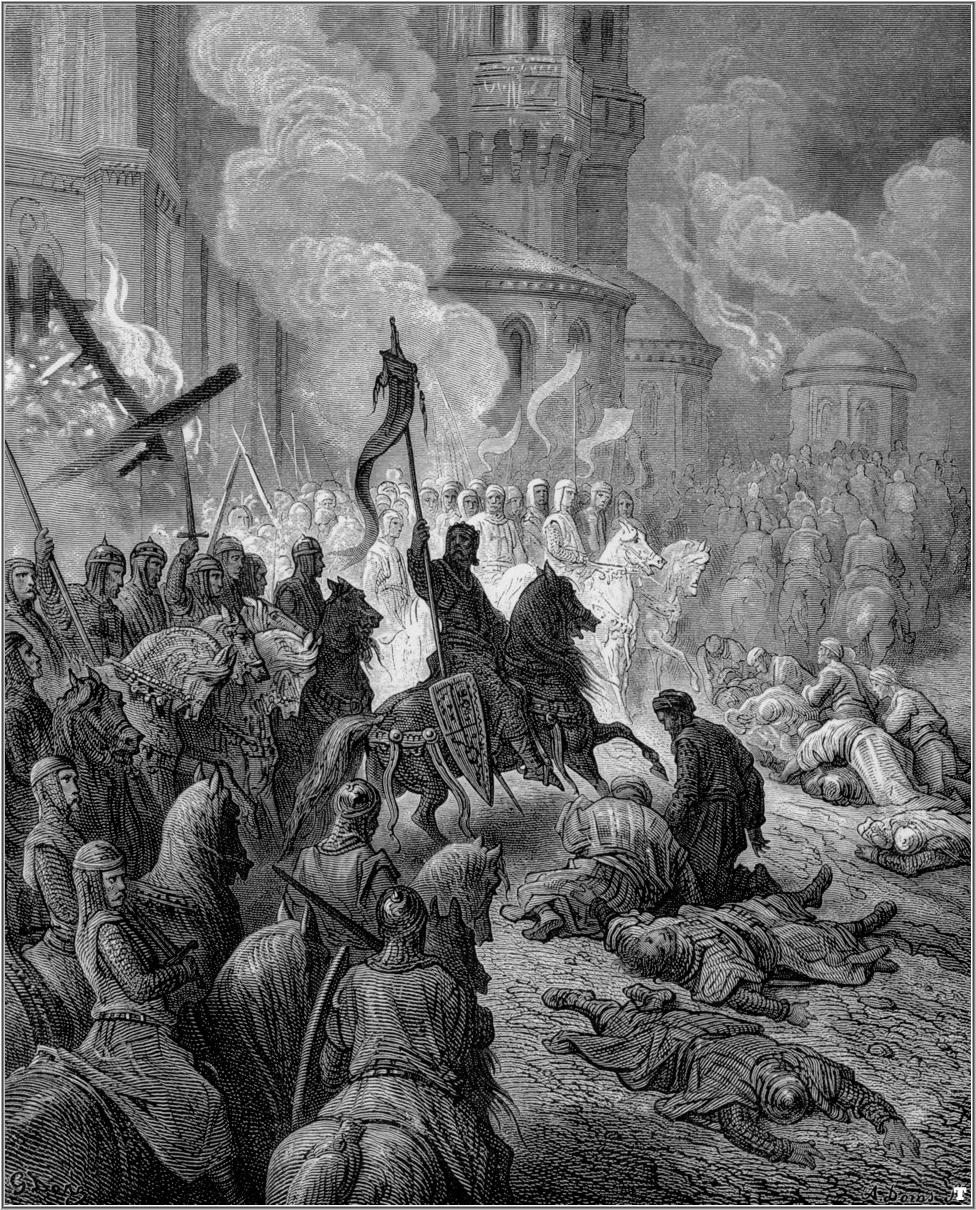
Захоплення Константинополя хрестоносцями. (Густав Доре, 1877)

Влітку 1203 р. хрестоносці розпочали першу облогу Константинополя. Після безуспішного нападу на міста Халкідон і Хрисополіс на азійському узбережжі Босфору, хрестоносна армія закріпилася в Галатії, на іншій стороні Золотого Рогу. Їхні перші спроби завоювати Константинополь не мали успіху, але 17 липня їм вдалося зробити пролом у стінах. Переконавшись, що падіння міста є неминучим, імператор Олексій III вирішив втекти, взявши з собою свою улюблену дочку і сумку, повну дорогоцінних каменів. Вони сховалися у фракійському місті Мосінополіс. Імператорські сановники, щоб вирішити ситуацію, звільнили з в'язниці скинутого імператора Ісаака II Ангела і відновили його на престолі. Після кількох днів переговорів вони досягли згоди з хрестоносцями, Ісаак II передав владу своєму сину. Олексій IV був коронований 1 серпня 1203 року в Софійському соборі.
Аби виконати обіцянки, які він надав венеційцям і хрестоносцям, Олексій IV був змушений зібрати нові податки. Він також хотів, щоб православне духовенство прийняло верховенство Риму та прийняло латинський обряд, але він зустрівся з сильним опором. Він викупив деякі церковні срібні предмети, щоб заплатити венеційцям, але цього було недостатньо. Протягом решти 1203 року ситуація стала все більш напруженою: з одного боку, хрестоносці нетерпляче чекали на виконання його обіцянок; з іншого, його піддані все частіше були незадоволені новим імператором. Відбувалися часті вуличні зіткнення між хрестоносцями та візантійцями.
Алексій V Дука став лідером невдоволених і організованих виступів у січні 1204 року, але вони до повалення влади не призвели. У лютому хрестоносці поставили ультиматум Алексію IV, який визнав свою неспроможність виконувати свої обіцянки, не надав хрестоносцям ту суму, за яку вони домовилися поставити його на престол. Його ж піддані вважали його лялькою хрестоносців. Виникло повстання, Алексій IV був задушений у підземеллі, а його батько Ісаак II загинув незабаром після виходу з в'язниці.

#### Облога Константинополя в 1204 році
Докладніше: Облога Константинополя
Друга облога Константинополя відбулася у квітні 1204 року і була спровокована тим, що імператор Алексій V не влаштовував хрестоносців, а вони бажали отримати здобич. 12 квітня вони виставили по 40 транспортів, які об'єднали парами і спрямували проти кожної вежі. Цей маневр зумів забезпечити більшу стійкість кораблів і надати нападу подвійну силу. Штурм почався близько опівдня, хрестоносці зробили пролом у стінах, але взяти місто того дня не змогли. Алексій V втік з міста на рибальському човні. Візантійці обрали ще одного діяча новим імператором, але і той втік. Православне духовенство звернулося до хрестоносців із проханням не грабувати міста, але ті відмовили і сплюндрували Константинополь як мусульманське. Майже тиждень тривав грабунок міста. Були розграбовані як мусульманські об'єкти, так і православні, зокрема храм Святої Софії. Багато християнських святинь після цього опинилися в Європі. Були зґвалтовані тисячі жінок, їхні родичі, які чинили спротив насильникам, були безжально вбиті.

## Результати
Після перемоги хрестоносці поділили між собою землі імперії. Латиняни (так називали хрестоносців візантійці) розділили між собою залишки Візантійської імперії та заснували на руїнах імперії свої володіння, що їх на Заході називали Латинською Романією, а історики згодом назвали Латинською імперією. Про продовження походу до Єрусалима, ясна річ, вже не йшлося.